# Did a lotta shit
Did a lotta shit is een lied van de Nederlandse rapper Mario Cash en de Algerijns-Franse rapper Boef. Het werd in 2022 als single uitgebracht en stond in hetzelfde jaar als zevende track op het album Underrated van Mario Cash.

## Achtergrond
Did a lotta shit is geschreven door Sofiane Boussaadia en Mario Cash en geproduceerd door ArazBeats. Het is een nummer dat past in het genre nederhop met effecten uit de grime. In het lied blikken de artiesten terug op hun onstuimige verleden en kijken ze vooruit naar hun verdere ontwikkeling in hun leven. In de bij behorende videoclip zijn de rappers te zien, terwijl ze een bezoek brengen aan een psycholoog.
Het is de eerste en anno 2023 de enige hitsingle die de artiesten met elkaar hebben uitgebracht.

## Hitnoteringen
De artiesten hadden bescheiden succes met het lied in Nederland. Het stond op de 53e plaats van de Single Top 100 in de enige week dat het in deze hitlijst te vinden was. De Top 40 en haar Tipparade werden niet bereikt.